# Галогеніди бору
Галогеніди бору (рос. галогениды бора, англ. boron halides) — сполуки бору з галогенами BHal3 i B2Hal6 (бор єдиний із 13 групи утворює такі димери). Тригалогеніди бору за звичайних умов мономерні.
Утворюються з елементів (крім йодного аналога). Мають тригональну структуру. Леткіші за алюмінієві аналоги. Легко гідролізуються:
4BF3+ 6H2O → 3[BF4]-+ 3[H3O]++ B(OH)3
BHal3+ 3H2O → B(OH)3 + 3HHal
Аналогічно реагують з органічними сполуками, які містять лабільний протон. З етерами BF3 утворює комплекси R2O⋅BF3.
Термодинамічна стабільність аддуктів з кислотами Льюїса (L) змінюється в ряду: L⋅BF3 < L⋅BCl3 < L⋅BBr3.